# Jules Develle

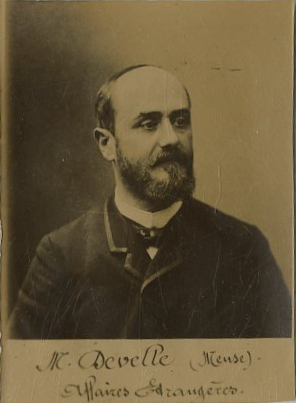
Jules Develle

Jules Paul Develle (* 12. August 1845 in Bar-le-Duc, Département Meuse; † 30. Oktober 1919 in Paris) war ein französischer Politiker in der Zeit der Dritten Republik.

## Leben
Jules Develle, Bruder Edmond Develles, ging nach einem Studium in seinem Geburtsort Bar-le-Duc als Anwalt nach Paris und schlug eine politische Laufbahn ein, als er Sekretär Jules Grévys wurde. 1872 übernahm er das Amt des Unterpräfekten in Louviers, vier Jahre später wurde er Präfekt im Département Aube. 1877 von der Regierung des 16. Mai 1877 von diesem Amt abberufen, kandidierte er im Oktober des gleichen Jahres erfolgreich für den Sitz des Arrondissements Louviers  in der Abgeordnetenkammer und erhielt bis 1898 bei den darauffolgenden Wahlen stets einen Sitz (ab 1885 für das Département Meuse).
Als Anhänger der republikanischen Linken in der Kammer wurde Develle am 18. Februar 1879 zum Unterstaatssekretär im Innenministerium berufen, aber bereits am 4. März 1879 wieder entlassen. Nach seiner Wiederwahl in die Abgeordnetenkammer nahm er zwischen 1882 und 1893, charakteristisch für die Dritte Republik, wechselnde Posten in verschiedenen nur kurz bestehenden Regierungen ein. Die meiste Zeit in der Regierung leitete er das Agrarministerium und vertrat einen protektionistischen Kurs, 1893 war Develle in zwei Regierungen Außenminister.
Bei den Wahlen zur Abgeordnetenkammer vom 8. und 22. Mai 1898 konnte sich Develle nicht gegen Henry Ferrette durchsetzen, verlor seinen Sitz im Parlament und wurde Berater am Pariser Appellationsgericht. 1910 wurde er erneut Mitglied des Parlaments, als er einen Sitz im Senat erhielt, in dem sich vor allem Fragen der Landwirtschaft widmete.